# The Girl in the Spider's Web
The Girl in the Spider's Web (bra: Millennium: A Garota na Teia de Aranha; prt: A Rapariga Apanhada na Teia de Aranha) é um filme teuto-sueco-canado-britano-estadunidense de 2018, dos gêneros drama e suspense, dirigido pelo uruguaio Fede Álvarez, com roteiro baseado em Det som inte dödar oss, o quarto livro da série Millennium, de David Lagercrantz. 
Esta quinta produção baseada na série de livros — e a segunda produzida pela Columbia Pictures — é estrelada por Claire Foy (como Lisbeth Salander) e Sverrir Gudnason (como Mikael Blomkvist). Gravado entre janeiro e abril de 2018 na Alemanha e Suécia, a produção estreou em outubro de 2018 na Suécia e um mês depois nos Estados Unidos.